# چیمگو
چیمگو (به ایتالیایی: Cimego) یک کومونه در ایتالیا است که در ترنتینو واقع شده‌است.

## خصوصیات
چیمگو ۱۰٫۵ کیلومترمربع مساحت و ۴۱۸ نفر جمعیت دارد.